# Факсон (Оклахома)
Факсон (англ. Faxon) — місто (англ. town) в США, в окрузі Команчі штату Оклахома. Населення — 114 особи (2020).

## Географія
Факсон розташований за координатами 34°27′37″ пн. ш. 98°34′46″ зх. д. / 34.46028° пн. ш. 98.57944° зх. д. (34.460281, -98.579362).  За даними Бюро перепису населення США в 2010 році місто мало площу 0,66 км², уся площа — суходіл.

### Клімат
| Клімат : Факсон       | Клімат : Факсон | Клімат : Факсон | Клімат : Факсон | Клімат : Факсон | Клімат : Факсон | Клімат : Факсон | Клімат : Факсон | Клімат : Факсон | Клімат : Факсон | Клімат : Факсон | Клімат : Факсон | Клімат : Факсон | Клімат : Факсон |
| Показник              | Січ.            | Лют.            | Бер.            | Квіт.           | Трав.           | Черв.           | Лип.            | Серп.           | Вер.            | Жовт.           | Лист.           | Груд.           | Рік             |
| Середній максимум, °C | 11,0            | 14,2            | 19,6            | 24,8            | 29,2            | 33,7            | 36,8            | 36,2            | 31,3            | 25,6            | 18,0            | 12,3            | 24,4            |
| Середній мінімум, °C  | −3,6            | −1,1            | 3,7             | 9,3             | 14,2            | 18,9            | 21,3            | 20,6            | 16,8            | 10,2            | 3,8             | −1,8            | 9,4             |
| Норма опадів, мм      | 25              | 36              | 53              | 64              | 114             | 86              | 53              | 69              | 94              | 69              | 38              | 30              | 732             |
| --------------------- | --------------- | --------------- | --------------- | --------------- | --------------- | --------------- | --------------- | --------------- | --------------- | --------------- | --------------- | --------------- | --------------- |
| Джерело: weather.com  |                 |                 |                 |                 |                 |                 |                 |                 |                 |                 |                 |                 |                 |

## Демографія
Згідно з переписом 2010 року, у місті мешкало 136 осіб у 55 домогосподарствах у складі 39 родин. Густота населення становила 206 осіб/км².  Було 66 помешкань (100/км²).
Расовий склад населення:
| - 89,7 % — білих - 4,4 % — корінних американців - 0,7 % — чорних або афроамериканців - 0,7 % — азіатів |

До двох чи більше рас належало 4,4 %. Частка іспаномовних становила 3,7 % від усіх жителів.
За віковим діапазоном населення розподілялося таким чином: 28,7 % — особи молодші 18 років, 53,7 % — особи у віці 18—64 років, 17,6 % — особи у віці 65 років та старші. Медіана віку мешканця становила 44,5 року. На 100 осіб жіночої статі у місті припадало 83,8 чоловіків;  на 100 жінок у віці від 18 років та старших — 73,2 чоловіків також старших 18 років.
За межею бідності перебувало 4,5 % осіб, у тому числі 0,0 % дітей у віці до 18 років та 0,0 % осіб у віці 65 років та старших.
Цивільне працевлаштоване населення становило 42 особи. Основні галузі зайнятості: освіта, охорона здоров'я та соціальна допомога — 26,2 %, виробництво — 19,0 %, мистецтво, розваги та відпочинок — 16,7 %.